# Luis José Hernández
Luis José Hernández Paniagua (Santa Bárbara, Heredia, Costa Rica, 7 de febrero de 1998) es un futbolista costarricense que juega como lateral izquierdo para el Santos de Guápiles de la Primera división de Costa Rica.

## Trayectoria

### Inicios
Luis Hernández nació el 7 de febrero de 1998 en Santa Bárbara de Heredia. Desde que cumplió los 9 años se interesó de manera exhaustiva en el fútbol, por tal motivo lo practicó junto con sus familiares y amigos. En su entorno creció al lado de su padre, quien es apasionado por el Herediano, un equipo tradicional en su país. Sin embargo, el conjunto de mayor afinidad de Luis es el Saprissa, de igual forma importante para Costa Rica. A esa edad, una prima de su madre le informó a Luis que hiciera una prueba en las categorías inferiores del Herediano, la concretó exitosamente y fue consolidándose en la lateral por la izquierda. Se caracteriza por tener mucha llegada al ataque, rápido en las coberturas y su calidad de liderazgo. Estas cualidades le hicieron llegar al equipo saprissista, para comenzar en la Sub-15. En diciembre de 2013 ganó la final del torneo de la categoría, tras vencer al equipo de San Carlos en el Estadio Carlos Ugalde. Los morados en la ida obtuvieron la victoria con cifras de 5-0, ventaja que mantuvieron a pesar de la derrota de 2-0 en la vuelta. Hernández, por su parte, comenzó a destacar entre sus compañeros Sub-17 hasta salir del país, a inicios de marzo de 2015, para realizar una práctica en el Manchester United de Inglaterra, bajo las órdenes del director técnico neerlandés Louis van Gaal. No obstante, después de insistentes rumores que difundieron polémicas, la contratación de Hernández al conjunto de los The Red Devils no se efectuó, por lo que tuvo que regresar al Saprissa. El futbolista participó en las temporadas del alto rendimiento y, tras una destacada participación en el Mundial de Chile Sub-17 de 2015 de la que fue capitán, su representante lo envió en el mes de diciembre con su compañero Jamal Rodríguez a una práctica con el Sporting Clube de Portugal, pero ninguno de los dos fue fichado. Posteriormente, Luis se quedó en su país para acrecentar su carrera con los tibaseños. Su firmeza en mejorar le concedió la inscripción con el primer equipo, donde al mismo tiempo estuvo vinculado con el nivel Sub-20. El 4 de diciembre de 2016, se apropió del segundo lugar del certamen del alto rendimiento, tras perder la definición final por 1-2 contra el Cartaginés, en el Estadio "Coyella" Fonseca.

### Deportivo Saprissa
El 16 de junio de 2016, durante la conferencia de prensa del entrenador Carlos Watson, se anunció la desaparición de Generación Saprissa, equipo en el cual servía como preparación a los canteranos al plantel principal, por lo que se confirmó el ascenso de siete juveniles, entre ellos Luis Hernández. En la primera fecha del Campeonato de Invierno 2016, su equipo hizo frente al recién ascendido San Carlos, el 16 de julio en el Estadio Nacional. Sus compañeros Ulises Segura, David Guzmán y Rolando Blackburn anotaron, pero el empate de 3-3 prevaleció hasta el final del juego. El defensa no fue tomado en cuenta en la lista de suplentes ni en la titularidad. El 18 de agosto se inauguró la Concacaf Liga de Campeones donde su equipo, en condición de local, tuvo como adversario al Dragón de El Salvador. El futbolista no fue convocado y el resultado culminó en triunfo con marcador abultado de 6-0. El 25 de agosto se desarrolló la segunda fecha de la competencia continental, de nuevo contra los salvadoreños, pero de visitante en el Estadio Cuscatlán. Tras los desaciertos de sus compañeros en acciones claras de gol, el resultado de 0-0 se vio reflejado al término de los 90 minutos. La tercera jornada del torneo del área se llevó a cabo el 14 de septiembre, en el Estadio Ricardo Saprissa contra el Portland Timbers de Estados Unidos. A pesar de que su club inició perdiendo desde el minuto 4', logró sobreponerse a la situación tras desplegar un sistema ofensivo. Los goles de sus compañeros Fabrizio Ronchetti y el doblete de Marvin Angulo, sumado a la anotación en propia del futbolista rival Jermaine Taylor, fueron suficientes para el triunfo de 4-2. El 19 de octubre se tramitó el último encuentro de la fase de grupos, por segunda vez ante los estadounidenses, en el Providence Park de Portland, Oregon. El jugador no fue convocado, y el desenlace del compromiso finiquitó igualado a un tanto, dándole la clasificación de los morados a la etapa eliminatoria de la competencia. En el vigésimo segundo partido de la primera fase de la liga nacional, su conjunto enfrentó a Liberia en el Estadio Ricardo Saprissa. Hernández esperó desde la suplencia y el marcador de 3-1 aseguró el liderato para su grupo con 49 puntos, además de un cupo para la cuadrangular final. El 15 de diciembre su equipo venció 2-0 al Herediano, para obtener el primer lugar de la última etapa del certamen y así proclamarse campeón automáticamente. Con esto, los morados alcanzaron la estrella número «33» en su historia y Hernández logró el primer título de liga en su carrera.
Para el inicio del Campeonato de Verano 2017 que se llevó a cabo el 8 de enero, el equipo saprissista tuvo la visita al Estadio Carlos Ugalde, donde enfrentó a San Carlos. Por su parte, Luis Hernández no fue tomado en cuenta para este juego debido a deberes con la Selección Sub-20, mientras que el marcador fue con derrota de 1-0. La reanudación de la Liga de Campeones de la Concacaf, en la etapa de ida de los cuartos de final, tuvo lugar el 21 de febrero, fecha en la que su club recibió al Pachuca de México en el Estadio Ricardo Saprissa. El lateral quedó descartado de la lista de suplentes y el trámite del encuentro se consumió en empate sin anotaciones. El 28 de febrero fue el partido de vuelta del torneo continental, en el Estadio Hidalgo. Las cifras finales fueron de 4-0 a favor de los Tuzos. El 12 de abril, en el áspero partido contra Pérez Zeledón en el Estadio Ricardo Saprissa, su club estuvo por debajo en el marcador por el gol del adversario en tan solo cuatro minutos después de haber iniciado el segundo tiempo. El bloque defensivo de los generaleños le cerró los espacios a los morados para desplegar el sistema ofensivo del entrenador Carlos Watson, pero al minuto 85', su compañero Daniel Colindres brindó un pase filtrado al uruguayo Fabrizio Ronchetti para que este definiera con un remate de pierna izquierda. Poco antes de finalizada la etapa complementaria, el defensor Dave Myrie hizo el gol de la victoria 2-1. Con este resultado, los saprissistas aseguraron el liderato del torneo a falta de un compromiso de la fase de clasificación. A causa de la derrota 1-2 de local ante el Santos de Guápiles, su equipo alcanzó el tercer puesto de la cuadrangular y por lo tanto quedó instaurado en la última instancia al no haber obtenido nuevamente el primer sitio. El 17 de mayo se desarrolló el juego de ida de la final contra el Herediano, en el Estadio Rosabal Cordero. El lateral no vio acción en la pérdida de 3-0. En el partido de vuelta del 21 de mayo en el Estadio Ricardo Saprissa, los acontecimientos que liquidaron el torneo fueron de fracaso con números de 0-2 a favor de los oponentes, y un agregado de 0-5 en la serie global.

### Municipal Grecia
A través de un comunicado de la dirigencia saprissista emitido el 24 de junio de 2017, se hizo de manera formal el préstamo del jugador al Municipal Grecia, equipo recién ascendido a la máxima categoría. Hernández fue cedido por un periodo de seis meses.
Su debut en el Torneo de Apertura 2017 se produjo el 30 de julio en el Estadio Nacional, escenario en el que su conjunto fungió como local contra Alajuelense. Luis, bajo las órdenes del entrenador Walter Centeno, apareció en el once inicial con la dorsal «4», completó la totalidad de los minutos y recibió tarjeta amarilla en la pérdida con cifras de 0-3. Una semana después, en la visita al Estadio "Coyella" Fonseca ante Guadalupe, Hernández aprovechó el centro de su compañero Johan Condega y empalmó un cabezazo al minuto 11', para concretar el primer gol de su carrera en la máxima división. En el segundo tiempo, al minuto 59', ejecutó un remate de pierna izquierda para hacer efectivo su doblete en el juego, el conclusivo de la victoria histórica de 0-3. Sumó otro tanto de cabeza el 19 de noviembre frente a Carmelita en condición de local, al minuto 89', para rescatar el empate 1-1. Hernández terminó la competencia con veintiún participaciones de veintidós totales, consolidándose como lateral por el sector izquierdo y acumuló 1951 minutos disputados.  

### Deportivo Saprissa
El 21 de diciembre de 2017, Hernández fue confirmado para formar parte del Deportivo Saprissa una vez que concluyó su cesión con los griegos.
Con miras al Torneo de Clausura 2018, su equipo cambió de entrenador debido al retiro de Carlos Watson, siendo Vladimir Quesada —quien fuera el asistente la campaña anterior— el nuevo estratega. Hernández debutó por primera vez con la camiseta morada del conjunto absoluto el 7 de enero ante Liberia, en el Estadio Edgardo Baltodano, portando la dorsal «29» y con una participación en la totalidad de los minutos. El resultado culminó 0-3 a favor de su club. El 20 de mayo se proclama campeón del torneo con los morados tras vencer al Herediano en la tanda de penales. El lateral sumó un total de veintiséis presencias y colaboró con tres asistencias.
Debuta en el Torneo de Apertura 2018 el 12 de agosto por la cuarta fecha contra el Herediano, siendo titular en la totalidad de los minutos en la victoria por 1-0 de local. El 21 de octubre es expulsado con tarjeta roja directa por primera vez en la máxima categoría, en el clásico de local ante Alajuelense, tras disputar un balón y tener un encontronazo con el rival Orlando Galo al minuto 58'. Regresó de su correctivo de dos juegos el 8 de noviembre, en el gane por 1-3 contra Grecia donde Hernández entró de cambio al minuto 72' por Johan Venegas. Concluyó el certamen con quince apariciones y el aporte de dos pases a gol.
Afronta su primer partido del Torneo de Clausura 2019 el 13 de enero, alcanzando la totalidad de los minutos en el empate de local a dos goles contra Limón.
Empezó la campaña del Torneo de Apertura 2019 a partir de la segunda fecha contra Pérez Zeledón (victoria 3-0), en la que formó parte de la titularidad. El 19 de septiembre marcó su primer gol como saprissista, precisamente sobre Pérez Zeledón en la segunda vuelta del certamen. Su anotación de cabeza al minuto 11' fue suficiente para el triunfo 0-1 a domicilio. El 26 de noviembre se proclama campeón de Liga Concacaf, tras vencer en la final al Motagua de Honduras.
Jugó la primera fecha del Torneo de Clausura 2020 el 11 de enero frente a San Carlos en el Estadio Carlos Ugalde. Hernández alcanzó la totalidad de los minutos y el marcador terminó en victoria por 0-1. El 29 de junio alcanzó el título nacional con Saprissa, luego de superar la serie final del campeonato sobre Alajuelense. El jugador obtuvo dieciséis apariciones y puso una asistencia.
Comenzó la nueva temporada el 15 de agosto de 2020, por la primera fecha del Torneo de Apertura con la victoria 4-0 de local sobre Limón. Hernández alcanzó dieciséis presencias en el certamen nacional.
Disputó su primer partido del Torneo de Clausura 2021 el 16 de enero, por la segunda fecha de local contra Jicaral. Hernández completó la totalidad de los minutos en el empate a dos anotaciones. En la última fecha de la clasificación, Saprissa terminó accediendo a un puesto a la siguiente ronda de cuarto lugar. El 16 de mayo enfrentó a Alajuelense por la semifinal de ida, ganando por 4-3. Tres días después se presentó el empate 2-2 en el partido de vuelta. El 23 de mayo sacó un resultado favorable de 3-2 sobre el Herediano por la final de ida, mientras que el 26 de mayo se dio un triunfo de 0-1 ante el conjunto rojiamarillo en la vuelta. Hernández alcanzó un nuevo título con Saprissa y en esta competencia tuvo dieciocho apariciones.
Inició la temporada disputando el primer partido del Torneo de Apertura 2021 el 27 de julio, compromiso en el que tuvo acción en los últimos catorce minutos de la victoria de local por 3-0 sobre el Santos de Guápiles. El 4 de agosto conquistó el título de la Supercopa luego de que su equipo venciera de forma contundente a Alajuelense por 4-1 en el Estadio Nacional. El 14 de octubre marcó su primer gol de la campaña y dio su primera asistencia para colaborar en el triunfo por 4-0 ante Guadalupe. El conjunto morado finalizó la competencia con el subcampeonato. Hernández contabilizó once presencias, convirtió un gol, puso una asistencia y tuvo 472 minutos de acción. El 28 de diciembre se anunció su salida de Saprissa después de casi cuatro años de estar vinculado en el equipo.

### Santos de Guápiles
El día 4 de enero de 2022 fue presentado en conferencia de prensa como nuevo jugador del Santos de Guápiles.

## Selección costarricense

### Categorías inferiores
El entrenador Frank Carrillo, de la Selección Sub-15 de Costa Rica, dio el 15 de junio de 2012 la lista de convocados para llevar a cabo la realización de la Copa México de Naciones. En su nómina destacó el llamado de Hernández. El 18 de junio fue el primer encuentro ante el combinado juvenil de Colombia, donde el marcador concluyó en derrota con cifras de goleada 7-0. El segundo compromiso se desarrolló al siguiente día, siendo el rival Estados Unidos. El resultado fue de pérdida de 1-3. El último juego acabó en derrota de 4-1, contra España. Por lo tanto, su país quedó en el último lugar de la tabla del grupo B sin sumar puntos.
El 31 de octubre de 2014, Luis Fernando Fallas, entrenador de la Selección Sub-17 de Costa Rica, dio en conferencia de prensa la lista de 18 futbolistas que participarían en la Eliminatoria Centroamericana previa al Campeonato de Concacaf del año siguiente; en su nómina destacó la integración de Luis Hernández. En esta triangular enfrentó a las selecciones de Belice y El Salvador en el Estadio Edgardo Baltodano, en los primeros días de noviembre. En el juego contra los salvadoreños, Hernández fue titular con la dorsal «6» y su país triunfó con marcador de 2-1. Con este resultado, los costarricenses avanzaron al torneo del área.
El 31 de enero de 2015, Marcelo Herrera, nuevo técnico de la Selección Sub-17 de Costa Rica, anunció el llamado de sus jugadores para hacer frente a la edición XLI de la Copa del Atlántico, tradicionalmente llevada a cabo en la Gran Canaria de España. Luis Hernández fue considerado en esta lista. El 3 de febrero se dio el primer partido ante el combinado español, en el cual Hernández fue titular los 90 minutos en la pérdida de 3-0. De igual manera, el segundo juego culminó en derrota, siendo esta vez con marcador de 2-0 contra Portugal. El lateral salió de cambio al minuto 46' por Ian Smith. El último cotejo finalizó en empate a dos tantos, frente a la Selección de Canarias en el Estadio Alfonso Silva. De acuerdo con los resultados obtenidos por su país, los costarricenses finalizaron en el cuarto puesto del torneo.

#### Premundial Sub-17 de 2015
La selección de Costa Rica fue sorteada en el grupo B del Campeonato de la Concacaf, junto con Santa Lucía, Canadá, Haití, Panamá y México. Esta competición se realizó en territorio hondureño. Por otro lado, su país obtuvo tres triunfos, un empate y una derrota, para colocarse en la tercera posición con 10 puntos, y asimismo un puesto para el repechaje. En la segunda fase disputada el 15 de marzo, enfrentaron de nuevo a los canadienses, y el marcador con cifras de 3-0 favoreció a los costarricenses para la clasificación al mundial.

#### Mundial Sub-17 de 2015
El director técnico de la selección Marcelo Herrera, dio la lista de convocados para el Campeonato Mundial de 2015, desarrollado en Chile. Anteriormente, su país enfrentó partidos amistosos contra conjuntos argentinos y el 6 de agosto se dio a conocer que estaría en el grupo E. El primer encuentro se realizó el 19 de octubre en el Estadio Municipal de Concepción frente a Sudáfrica; sus compañeros Kevin Masis y Andy Reyes anotaron para el triunfo de 2-1, mientras que Luis fue titular los 90 minutos. Tres días después, su país tuvo el segundo cotejo contra Rusia en el mismo escenario deportivo; el empate a un gol prevaleció hasta el final. El 25 de octubre fue el último partido de la fase de grupos ante Corea del Norte en el Estadio Regional de Chinquihue; el marcador fue con derrota de 1-2. Según los resultados obtenidos en esta etapa, su país alcanzó el segundo lugar con 4 puntos y con esto, el pase a la ronda eliminatoria. El 29 de octubre se efectuó el juego de los octavos de final de la competencia, donde su selección enfrentó a Francia. La igualdad sin anotaciones provocó que esta serie se llevara a los lanzamientos desde el punto de penal, en los cuales el 3-5 favoreció a los costarricenses, y logrando así su primera clasificación a cuartos de final desde que se estableció el actual formato. El futbolista tuvo participación y recibió tarjeta amarilla al minuto 39'. El 2 de noviembre se llevó a cabo el encuentro contra Bélgica, en el que su combinado perdió con marcador de 1-0, quedando eliminado. El jugador fue amonestado al minuto 79' y en toda la competencia fue inamovible en la lateral por la izquierda, donde además se adjudicó con la capitanía del conjunto Tico.
| Mundial                     | Sede  | Resultado        |
| --------------------------- | ----- | ---------------- |
| Copa Mundial Sub-17 de 2015 | Chile | Cuartos de final |

Desde el 19 de enero de 2016, el lateral izquierdo fue considerado en la nómina del director técnico Marcelo Herrera, para disputar una serie de amistosos con la Selección Sub-20 en España. El 21 de marzo fue el primer encuentro ante el Marbella F.C. en el Estadio José Burgos. El futbolista quedó de suplente en la victoria de 5-0, con goles de sus compañeros Ariel Zapata, John Lara, Marvin Loría y Jimmy Marín, quien hizo doblete. Dos días después, los costarricenses efectuaron su segundo compromiso, teniendo como adversario el combinado de Catar en el Estadio La Cala en Málaga. El jugador apareció como titular en la derrota de 2-0. El 24 de marzo se desarrolló el tercer cotejo frente al Estepona, partido en el cual inició en el banquillo, mientras que su conjunto triunfó con marcador de 2-0. Tres días posteriores, su selección salió con una pérdida de 1-0 contra el Þróttur Reykjavík de Islandia. El 28 de marzo fue el último juego, en la goleada de 6-1 sobre el filial del Málaga. Los dobletes de Marvin Loría y de Shuander Zúñiga, sumado a las otras anotaciones de Flavio Fonseca y Kevin Masís, fueron los que marcaron la diferencia en el resultado. Con esto los Ticos finalizaron su preparación en territorio español.
El 3 de mayo de 2016, Hernández fue partícipe en la derrota 1-3 de su país frente a Honduras, en el Complejo Deportivo Fedefutbol-Plycem. En este juego amistoso, el lateral anotó un gol al minuto 72'. Dos días después fue el segundo compromiso, de nuevo contra los hondureños. El futbolista apareció como titular y el resultado fue de igualdad a dos tantos.
El defensor fue llamado por el entrenador Marcelo Herrera para la incorporación a los entrenamientos con la Selección Sub-20 de Costa Rica. Su combinado posteriormente viajó a Valencia, España, para la edición XXXIII del Torneo Internacional COTIF. Luis Hernández debutó como titular, en el partido de inauguración de la competencia, el 24 de julio de 2016 contra el conjunto de México. Las dos escuadras de la misma confederación mostraron conservadurismo en su juego, lo que influyó en el marcador para que terminara empatado sin anotaciones. Tres días después, su país tenía como rival a Marruecos. Sin embargo, por incomparecencia de los marroquíes, estos debieron retirarse del evento deportivo y el reglamento favoreció a los costarricenses en otorgarles la victoria de 3-0. Como reposición del juego, la Tricolor tuvo como adversario al colegio Salesiano Don Bosco de Valencia en un enfrentamiento de carácter amistoso. El lateral por la izquierda anotó un gol y su compañero Gerson Torres amplió la ventaja para el triunfo de 2-0. En el tercer encuentro realizado el 30 de julio, su selección hizo frente a Argentina. Luis tuvo participación por 59 minutos y el resultado finalizó en pérdida de 1-0. El último cotejo se disputó el 1 de agosto contra Catar, donde los desaciertos en los pases de los dos países repercutieron en el buen accionar del partido. A diferencia de lo ocurrido al inicio del torneo, Hernández en esta ocasión debió esperar desde el banquillo, pero ingresó de cambio por Barlon Sequeira al minuto 76'. No obstante, una nueva pérdida de 2-0 dejó a los costarricenses fuera de la zona de semifinales, tras obtener la ubicación en el cuarto puesto del grupo B con 4 puntos. Una vez terminada la competencia, los seleccionados viajaron a Madrid y entrenaron en el Complejo Deportivo Valdebebas, campo de concentración del equipo Real Madrid. Fueron recibidos por el guardameta Keylor Navas y tuvieron dos amistosos ante el Deni FC de Alicante y Venezuela, juegos que concluyeron con victoria de 2-1 y derrota de 1-0, respectivamente.
El 11 de agosto de 2016, el futbolista fue tomado en consideración en el fogueo internacional contra el combinado de Japón, como parte de la gira en el continente asiático. El resultado fue de 1-0 a favor de los costarricenses, con gol de su compañero Brayan Rojas al minuto 14'. Por otra parte, Hernández participó como titular. Un día después se desarrolló el segundo partido, ante Eslovaquia en el Shizuoka Ashitaka Athletic Stadium, de territorio japonés. En esta oportunidad el jugador quedó en la suplencia y su conjunto perdió con cifras de 2-0. El lateral volvió a formar parte de la alineación principal, en el último cotejo desarrollado el 14 de agosto en el Estadio Ecopa frente a la escuadra de Japón, con la particularidad de su rival al poseer seleccionados de la ciudad de Shizuoka. No obstante, su país registró una nueva derrota, con marcador de 1-0. El 22 de agosto, la Federación Costarricense de Fútbol anunció dos nuevos amistosos más en condición de local, específicamente en el Complejo Deportivo Fedefutbol-Plycem contra Canadá. El primero de ellos se efectuó el 1 de septiembre, donde Luis no apareció en la victoria de 2-1. Dos días después, el director técnico varió la nómina que utilizó ante los canadienses, para añadir la incorporación del jugador en el segundo cotejo. Se mostró como titular y sus compañeros Alonso Martínez y Andy Reyes marcaron los tantos para el triunfo de 2-0.
La primera convocatoria del combinado Sub-20 de su nación tuvo lugar el 30 de enero de 2017, en la cual se dio a conocer la nómina de 30 jugadores de cara a los encuentros amistosos en territorio hondureño. En el selecto grupo apareció el llamado de Luis Hernández. El primer encuentro se realizó el día siguiente en el Estadio Carlos Miranda de Comayagua, donde su país enfrentó al conjunto de Honduras. En esa oportunidad, el defensor fue titular y el resultado acabó en derrota de 3-2. El 3 de febrero fue el segundo compromiso, de nuevo contra los catrachos en el mismo escenario deportivo. A diferencia del juego anterior, Hernández fue suplente y el marcador definió la pérdida de 2-0.

#### Premundial Sub-20 de 2017
El representativo costarricense Sub-20, para el Campeonato de la Concacaf de 2017, se definió oficialmente el 10 de febrero. En la lista de convocados que dio el director técnico Marcelo Herrera se incluyó al defensor. El primer partido fue el 19 de febrero en el Estadio Ricardo Saprissa, donde su combinado enfrentó a El Salvador. En esta oportunidad, Hernández fue titular y capitán con la dorsal «6», mientras que el resultado concluyó con la derrota inesperada de 0-1. La primera victoria de su país fue obtenida tres días después en el Estadio Nacional, con marcador de 1-0 sobre Trinidad y Tobago, y el anotador fue su compañero Randall Leal por medio de un tiro libre. El 25 de febrero, en el mismo escenario deportivo, la escuadra costarricense selló la clasificación a la siguiente ronda como segundo lugar tras vencer con cifras de 2-1 a Bermudas. El 1 de marzo, su conjunto perdió 2-1 contra Honduras, y dos días después empató a un tanto frente a Panamá. Con este rendimiento, la selección de Costa Rica quedó en el segundo puesto con solo un punto, el cual fue suficiente para el avance a la Copa Mundial que tomaría lugar en Corea del Sur. Estadísticamente, el defensor acumuló 426 minutos de acción en un total de cinco juegos disputados.

#### Mundial Sub-20 de 2017
Durante la conferencia de prensa dada por el entrenador Marcelo Herrera, el 28 de abril, se hizo oficial el anuncio de los 21 futbolistas que tuvieron participación en la Copa Mundial Sub-20 de 2017 con sede en Corea del Sur. En la lista apareció el defensa Luis Hernández, siendo este su segundo torneo del mundo después de su actuación con la Sub-17 en 2015.
Previo al certamen, su nación realizó encuentros amistosos en territorio surcoreano. El primero de ellos se efectuó el 9 de mayo contra Arabia Saudita en el Estadio Uijeongbu, donde Hernández apareció en el once inicial y los goles de sus compañeros Jonathan Martínez y Jimmy Marín fueron fundamentales en la victoria con cifras de 2-0. En el mismo escenario deportivo tuvo lugar el segundo cotejo, dos días después, de nuevo frente a los sauditas. En esta oportunidad, el defensa volvió a ser titular y su conjunto volvió a ganar, de manera ajustada 1-0 con anotación de Jostin Daly. El último fogueo fue el 15 de mayo ante Sudáfrica en el Eden Complex. El lateral estuvo en la estelaridad, salió de cambio por Bernald Alfaro y su escuadra perdió con resultado de 1-2.
El compromiso que dio inicio con la competición para su país fue ejecutado el 21 de mayo en el Estadio Mundialista de Jeju, donde tuvo como contrincante a Irán. El defensa estuvo 70 minutos en la derrota inesperada de 1-0. En el mismo recinto deportivo se disputó el segundo juego contra Portugal, esto tres días después. Aunque su escuadra empezó con un marcador adverso, su compañero Jimmy Marín logró igualar las cifras, mediante un penal, para el empate definitivo a un tanto. La primera victoria para su grupo fue el 27 de mayo ante Zambia en el Estadio de Cheonan, de manera ajustada con resultado de 1-0 cuyo anotador fue Jostin Daly. El rendimiento mostrado por los costarricenses les permitió avanzar a la siguiente fase como mejor tercero del grupo C con cuatro puntos. El 31 de mayo fue el partido de los octavos de final frente a Inglaterra, en el Estadio Mundialista de Jeonju. Para este cotejo, su nación se vería superada con cifras de 2-1, insuficientes para trascender a la otra instancia. Por otra parte, el lateral fue quien portó la capitanía a lo largo del torneo y contabilizó 250 minutos de acción en tres apariciones.
| Mundial                     | Sede          | Resultado        |
| --------------------------- | ------------- | ---------------- |
| Copa Mundial Sub-20 de 2017 | Corea del Sur | Octavos de final |

#### Juegos Centroamericanos 2017
El 29 de noviembre de 2017, Hernández entró en la lista oficial de dieciocho jugadores del entrenador Marcelo Herrera, para enfrentar el torneo de fútbol masculino de los Juegos Centroamericanos, cuya sede fue en Managua, Nicaragua, con el representativo de Costa Rica Sub-21. Debutó como titular —con la dorsal «6» y portando la banda de capitán— y completó la totalidad de los minutos en el primer juego del 5 de diciembre, contra Panamá en el Estadio Nacional. El único tanto de su compañero Andy Reyes al 66' marcó la diferencia para el triunfo por 1-0. Para el compromiso de cuatro días después ante El Salvador, el lateral saldría de cambio al minuto 61' por Eduardo Juárez mientras que el resultado se consumió empatado sin goles. Los costarricenses avanzaron a la etapa eliminatoria de la triangular siendo líderes con cuatro puntos. El 11 de diciembre apareció en el once inicial y jugó los 90 minutos en la victoria de su país 1-0 —anotación de Esteban Espinoza— sobre el anfitrión Nicaragua, esto por las semifinales del torneo. La única derrota de su grupo se dio el 13 de diciembre, por la final frente a Honduras (1-0), quedándose con la medalla de plata de la competencia.
| Juegos                       | Sede      | Resultado  |
| ---------------------------- | --------- | ---------- |
| Juegos Centroamericanos 2017 | Nicaragua | Subcampeón |

#### Juegos Centroamericanos y del Caribe 2018
El 6 de julio de 2018, se anunció el llamado de la selección Sub-21 dirigida por Marcelo Herrera para conformar la nómina que le haría frente al torneo de fútbol de los Juegos Centroamericanos y del Caribe, lista en la cual Hernández quedó dentro del selecto grupo. Realizó su debut el 20 de julio en el Estadio Romelio Martínez de Barranquilla contra el anfitrión Colombia, donde alcanzó la totalidad de los minutos y portó con la banda de capitán en la derrota por 1-0. Dos días después pero en el mismo escenario deportivo, Hernández entraría de cambio al minuto 72' por Randall Leal mientras que su escuadra sumó la primera victoria de 3-2 sobre Trinidad y Tobago. Tras el nuevo revés dado el 24 de julio ante Honduras con marcador de 1-2, su selección quedó eliminada en fase de grupos y ocupó el tercer lugar de la tabla.
| Juegos                                    | Sede     | Resultado      |
| ----------------------------------------- | -------- | -------------- |
| Juegos Centroamericanos y del Caribe 2018 | Colombia | Fase de grupos |

El 15 de julio de 2019, Hernández fue convocado por Douglas Sequeira en la selección Sub-23 para jugar la eliminatoria al Preolímpico de Concacaf. Dos días después fue su debut frente a Guatemala en el Estadio Doroteo Guamuch Flores, donde el futbolista apareció como titular con la dorsal «6» y el resultado se consumió en victoria por 0-3. A pesar de la derrota dada el 21 de julio por 0-2 en la vuelta en el Estadio Morera Soto, su combinado logró clasificarse al torneo continental.

#### Preolímpico de Concacaf de 2020
El 10 de marzo de 2021, Hernández fue incluido en la lista final del entrenador Douglas Sequeira, para enfrentar el Preolímpico de Concacaf con la Selección Sub-23 de Costa Rica. El 18 de marzo estuvo en la suplencia frente a Estados Unidos en el Estadio Jalisco, donde se dio la derrota por 1-0. Tres días después fue suplente ante México en el Estadio Akron, y en esta ocasión vio otra vez la derrota de su conjunto por 3-0. Este resultado dejó fuera a la selección costarricense de optar por un boleto a los Juegos Olímpicos de Tokio. El 24 de marzo debutó en la competencia y jugó los últimos diecisiete minutos en el triunfo de trámite por 5-0 sobre República Dominicana.
| Torneo                       | Sede   | Resultado      |
| ---------------------------- | ------ | -------------- |
| Preolímpico de Concacaf 2020 | México | Fase de grupos |

### Selección absoluta
El 28 de agosto de 2018, Luis fue incluido en la lista de convocados de la selección costarricense por el entrenador interino Ronald González, como parte de la nueva generación de futbolistas que enfrentarían una serie de juegos amistosos en el continente asiático. El 7 de septiembre, en el partido contra Corea del Sur en el Estadio de Goyang, el defensor aguardó desde el banquillo y vio la pérdida de su combinado con cifras de 2-0. El 11 de septiembre, para el fogueo frente a Japón celebrado en la ciudad de Suita, Hernández logró su debut como internacional absoluto tras haber ingresado de relevo por Bryan Oviedo al comienzo de la segunda mitad con la dorsal «3». Su selección terminó con la derrota por 3-0.

## Estadísticas

### Clubes
Actualizado al último partido jugado el 28 de noviembre de 2021.
| Club | Div.          | Temporada     | Liga  | Liga  | Liga   | Copas nacionales(1) | Copas nacionales(1) | Copas nacionales(1) | Copas internacionales(2) | Copas internacionales(2) | Copas internacionales(2) | Total(3) | Total(3) | Total(3) |
| Club | Div.          | Temporada     | Part. | Goles | Asist. | Part.               | Goles               | Asist.              | Part.                    | Goles                    | Asist.                   | Part.    | Goles    | Asist.   |
| --- | ------------- | ------------- | ----- | ----- | ------ | ------------------- | ------------------- | ------------------- | ------------------------ | ------------------------ | ------------------------ | -------- | -------- | -------- |
| Deportivo Saprissa · Costa Rica |               |               |       |       |        |                     |                     |                     |                          |                          |                          |          |          |          |
| 1.ª | 2016-17       | 0             | 0     | 0     | —      | —                   | —                   | 0                   | 0                        | 0                        | 0                        | 0        | 0        |          |
| Total club | Total club    | 0             | 0     | 0     | —      | —                   | —                   | 0                   | 0                        | 0                        | 0                        | 0        | 0        |          |
| Municipal Grecia · Costa Rica |               |               |       |       |        |                     |                     |                     |                          |                          |                          |          |          |          |
| 1.ª | 2017-18       | 21            | 3     | 0     | —      | —                   | —                   | —                   | —                        | —                        | 21                       | 3        | 0        |          |
| Total club | Total club    | 21            | 3     | 0     | —      | —                   | —                   | —                   | —                        | —                        | 21                       | 3        | 0        |          |
| Deportivo Saprissa · Costa Rica |               |               |       |       |        |                     |                     |                     |                          |                          |                          |          |          |          |
| 1.ª | 2017-18       | 26            | 0     | 3     | —      | —                   | —                   | 0                   | 0                        | 0                        | 26                       | 0        | 3        |          |
| 1.ª | 2018-19       | 30            | 0     | 3     | —      | —                   | —                   | 2                   | 0                        | 0                        | 32                       | 0        | 3        |          |
| 1.ª | 2019-20       | 30            | 1     | 3     | —      | —                   | —                   | 4                   | 0                        | 1                        | 34                       | 1        | 4        |          |
| 1.ª | 2020-21       | 34            | 0     | 0     | 1      | 0                   | 0                   | 5                   | 0                        | 0                        | 40                       | 0        | 0        |          |
| 1.ª | 2021-22       | 11            | 1     | 1     | 0      | 0                   | 0                   | 1                   | 0                        | 0                        | 12                       | 1        | 1        |          |
| Total club | Total club    | 131           | 2     | 10    | 1      | 0                   | 0                   | 12                  | 0                        | 1                        | 144                      | 2        | 11       |          |
| Total carrera | Total carrera | Total carrera | 152   | 5     | 10     | 1                   | 0                   | 0                   | 12                       | 0                        | 1                        | 165      | 5        | 11       |
| (1) Incluye datos de la Supercopa de Costa Rica (2020-21). (2) Incluye datos de la Liga de Campeones de la Concacaf (2016-21) / Liga Concacaf (2019-21). (3) No incluye goles en partidos amistosos. |               |               |       |       |        |                     |                     |                     |                          |                          |                          |          |          |          |

## Palmarés

### Títulos nacionales
| Título                  | Club               | País       | Año  |
| ----------------------- | ------------------ | ---------- | ---- |
| Campeonato de Invierno  | Deportivo Saprissa | Costa Rica | 2016 |
| Torneo de Clausura      | Deportivo Saprissa | Costa Rica | 2018 |
| Torneo de Clausura      | Deportivo Saprissa | Costa Rica | 2020 |
| Torneo de Clausura      | Deportivo Saprissa | Costa Rica | 2021 |
| Supercopa de Costa Rica | Deportivo Saprissa | Costa Rica | 2021 |

### Títulos internacionales
| Título        | Club               | País     | Año  |
| ------------- | ------------------ | -------- | ---- |
| Liga Concacaf | Deportivo Saprissa | Honduras | 2019 |

### Distinciones individuales
| Distinción                                       | Año  |
| ------------------------------------------------ | ---- |
| Mejor jugador Sub-21 del Torneo de Clausura 2018 | 2018 |